# À chacun son paradis
Pour plus de détails, voir Fiche technique et Distribution.
À chacun son paradis (Paradiso terrestre) est un film documentaire italien réalisé par Luciano Emmer et Robert Enrico, tourné en 1956 et sorti en Italie en juillet 1957 et en France en juin 1959. Le film est réalisé en collaboration avec Connaissance du monde.

## Thème
Il s'agit d'un film documentaire réalisé à l'aide de documents rapportés par des explorateurs-cinéastes au cours des années précédant le film. Sont présentés une dizaine de paradis retrouvés dans les cinq parties du monde, allant des haut-plateaux du Vietnam (expédition Franz Laforest), au nord Cameroun (Mission Pierre Fourré), aux Kerguelen, en passant par les monts Tumac-Humac (expédition Francis Mazière, Iwanoff et Dominique Darbois), la Nouvelle Guinée (mission du Révérend Père André Dupeyrat) Tahiti... 

## Fiche technique
- Titre : À chacun son paradis
- Titre original : Paradiso terrestre
- Réalisation : Luciano Emmer, Robert Enrico
- Scénario :
- Production : Noria Film (Tonino Cervi), Les Films du Centaure (Paul de Roubaix)
- Musique : Roman Vlad
- Photographie : Raoul Coutard et explorateurs
- Montage : Robert Enrico
- Pays de production : Italie et France
- Format : Couleurs - Mono
- Genre : Documentaire
- Durée : 87 minutes
- Date de sortie : 1957

Les narrateurs sont Gualtiero De Angelis et Stefano Sibaldi.

## Autour du film
Les musiques originales, sélectionnées par Monique Simon, et adaptées par Roman Vlad sont éditées en un disque microsillon de 33 tours dont le titre est Paradis terrestres.
Raoul Coutard  indique qu'il s'agit du premier film sur lequel il intervient.
Robert Enrico est alors un jeune diplômé de l'IDHEC. 